# Schlaube
Die Schlaube (niedersorbisch Žłobja) ist ein Fluss im Osten Brandenburgs, durchfließt die Schlauberinne und bildet ein seeausflussgeprägtes Fließgewässer.
Bis zum Bau des Friedrich-Wilhelm-Kanals (1682–1688) mündete die Schlaube in den heutigen Brieskower See in Brieskow-Finkenheerd. Seitdem mündet die Schlaube in den Kleinen Müllroser See, mit Abfluss über den Oder-Spree-Kanal. Der verbleibende Abschnitt zwischen Müllrose und Brieskow-Finkenheerd hat heute keine direkte Verbindung mehr zur Schlaube und wird als Alte Schlaube bezeichnet.

## Name
Urkundlich wurde die Schlaube bereits 1275 und 1336 als Slube erwähnt. Weitere Schreibweisen finden sich: 1370 Slûbe, 1471 Inn der Slawenn, 1516 schlube und 1570 auff der Schlaube oder 1751 die Schlubbe. Vermutlich stammt die Grundform des Namens von dem altsorbischen *Sluba, das vom germanischen *Slubō entlehnt sein kann. Dieses würde sich vom Verb *sleub- „schleichen“ ableiten.

## Entstehung
Das Schlaubetal entstand aus einer Schmelzwasserrinne unter dem Inlandeis vor etwa 21.000 Jahren in der Weichseleiszeit. Zahlreiche in der Rinne bleibende Toteisblöcke führten mit ihrem Ausschmelzen am Ende der Eiszeit zum Entstehen der Seenkette, die das heutige Schlaubetal prägt.

## Verlauf

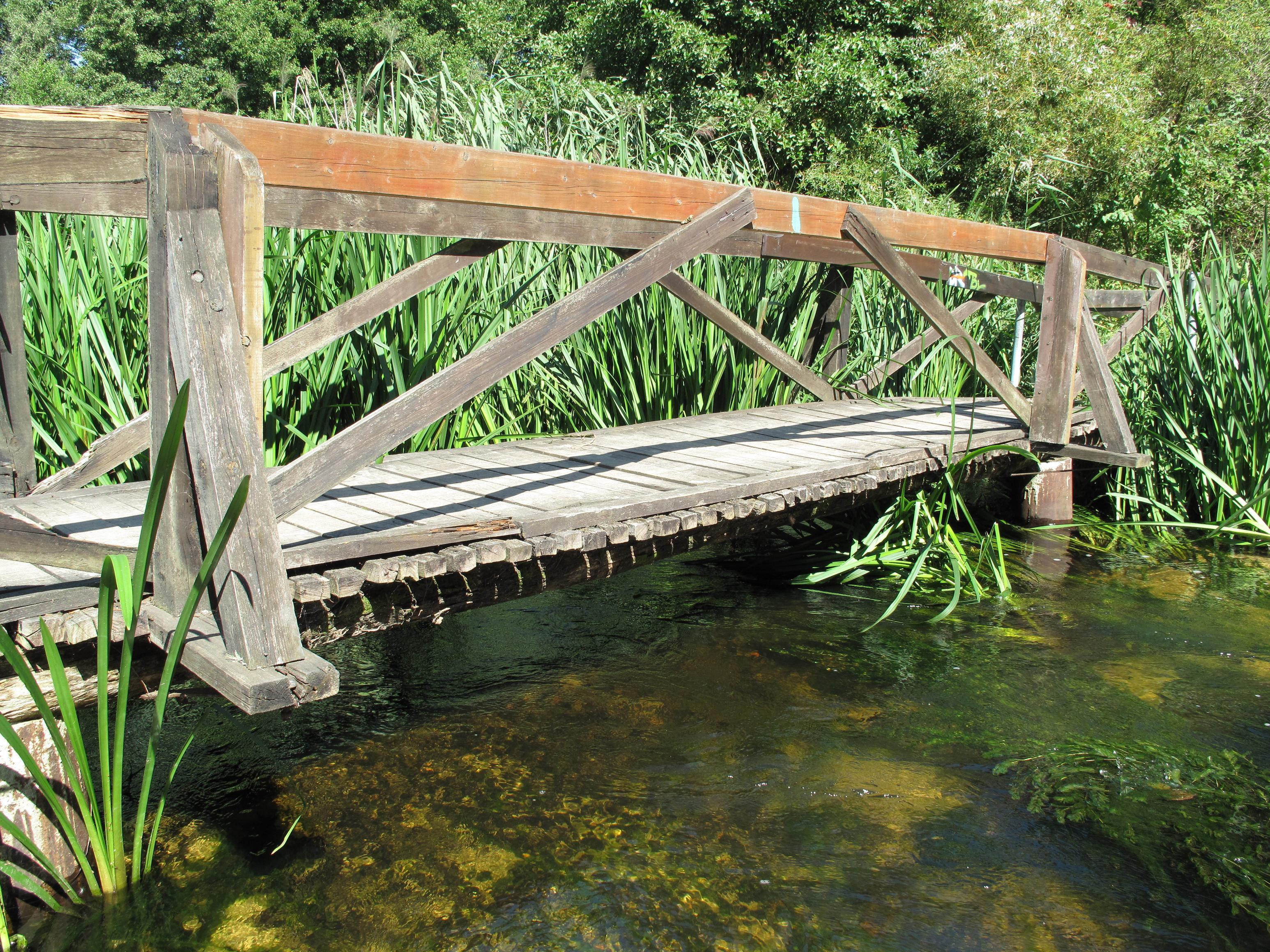
Schlaubebrücke des Rundwegs Großer Müllroser See

In den südlich des Wirchensees gelegenen Wirchenbergen entspringen zwei Quellen kleine Rinnsale, die sich in den Wirchenwiesen vereinigen. Als Schlaube windet sich der Fluss auf einer Länge von etwa 14 Kilometer durch teilweise steile, bis zu 30 Meter tiefe Schluchten.
In ihrem insgesamt 27 Kilometer langen Lauf durchfließt sie den Wirchensee, östlich des Ziskensee vorbei in den Großen Treppelsee, den Hammersee, den Kleinen Schinkensee, den Großen Schinkensee, den Langesee, das Schulzenwasser, am Belenzsee vorbei, zu dem eine Verbindung besteht. Dann erreicht die Schlaube den Großen Müllroser See und mündet schließlich im Müllroser Kietz in den Kleinen Müllroser See.

## Umgebung
Entlang des Flusslaufes gibt es einige Mühlen, die heute überwiegend dem Tourismus dienen. Fast der gesamte Flusslauf bis Müllrose ist Naturschutzgebiet und gehört zum 1995 ausgerufenen Naturpark Schlaubetal.